# Agaricus gilvus
Agaricus gilvus är en svampart som beskrevs av Schaeff. 1774. Agaricus gilvus ingår i släktet champinjoner och familjen Agaricaceae.   Inga underarter finns listade i Catalogue of Life.